# Mario Rafael Rodríguez
Mario Rafael Rodríguez (Città del Guatemala, 14 settembre 1981) è un ex calciatore guatemalteco, di ruolo attaccante.

## Carriera

### Club
Debutta nel 2002 con il Comunicaciones, e si trasferisce nel 2003 in Costa Rica, alla Alajuelense, dove gioca fino al 2004. Nel 2004 torna in Guatemala per vestire la maglia del CSD Municipal, dove gioca 17 partite. Nel 2005 si trasferisce alla Major League Soccer, con il Columbus Crew, dove segna una rete in 19 partite. Nel 2006 passa al Miami FC, squadra della USL First Division; qui segna 7 reti in 18 partite. Dal 2006 gioca nel CSD Municipal.
Nel 2004 è stato involontariamente protagonista di uno scontro di gioco, durante un incontro del campionato guatemalteco, che ha determinato il decesso del portiere avversario Danny Ortiz.

### Nazionale
Con la Nazionale di calcio guatemalteca ha giocato 38 partite, segnando 6 gol e partecipando alla CONCACAF Gold Cup 2007.